# آپالاشیا (ویرجینیا)
آپالاشیا (به انگلیسی: Appalachia) شهرکی در ایالت ویرجینیا در ایالات متحده است. طبق آخرین سرشماری در سال ۲۰۰۰ جمعیت این شهر ۱٬۷۵۴ نفر بوده‌است.